# David Sassoli
David Maria Sassoli, italijanski politik in novinar, * 30. maj 1956, Firence, † 11. januar 2022, Aviano, FJK.
Med letoma 2019 in 2022 je bil predsednik Evropskega parlamenta.

## Življenjepis
Večidel življenja je deloval kot novinar, zadnja leta kot novinar osrednje informativne oddaje italijanske nacionalne televizije RAI. Leta 2009 je bil na listi Demokratske stranke izvoljen v Evropski parlament. Ponovno je bil izvoljen tudi leta 2014, ko so ga imenovali za vodjo delegacije italijanske Demokratske stranke ter podpredsednika parlamenta. Na volitvah 2019 je dobil tudi tretji mandat evropskega poslanca. 3. julija 2019 je bil v drugem krogu izvoljen za naslednika rojaka Antonia Tajania na mestu predsednika Evropskega parlamenta. Po dogovoru med Evropsko ljudsko stranko in Stranko evropskih socialistov, ki ji Sassoli pripada, bo funkcijo opravljal do polovice mandata, torej dve leti in pol. 

### Smrt
Septembra 2021 ga je prizadela huda oblika pljučnice legioneloze in je bil za nekaj dni v bolnišnici. Ponovno je bil hospitaliziran od 26. decembra 2021 zaradi težav v delovanju imunskega sistema, umrl je 11. januarja 2022 ob 1.15 v Referenčnem onkološkem centru v Avianu, 13 kilometrov severno od Pordenona.

### Zasebno
Bil je poročen z Alessandro Vittorini, oče hčere Livie in sina Giulia Sassolija.